# Regulador centrífug

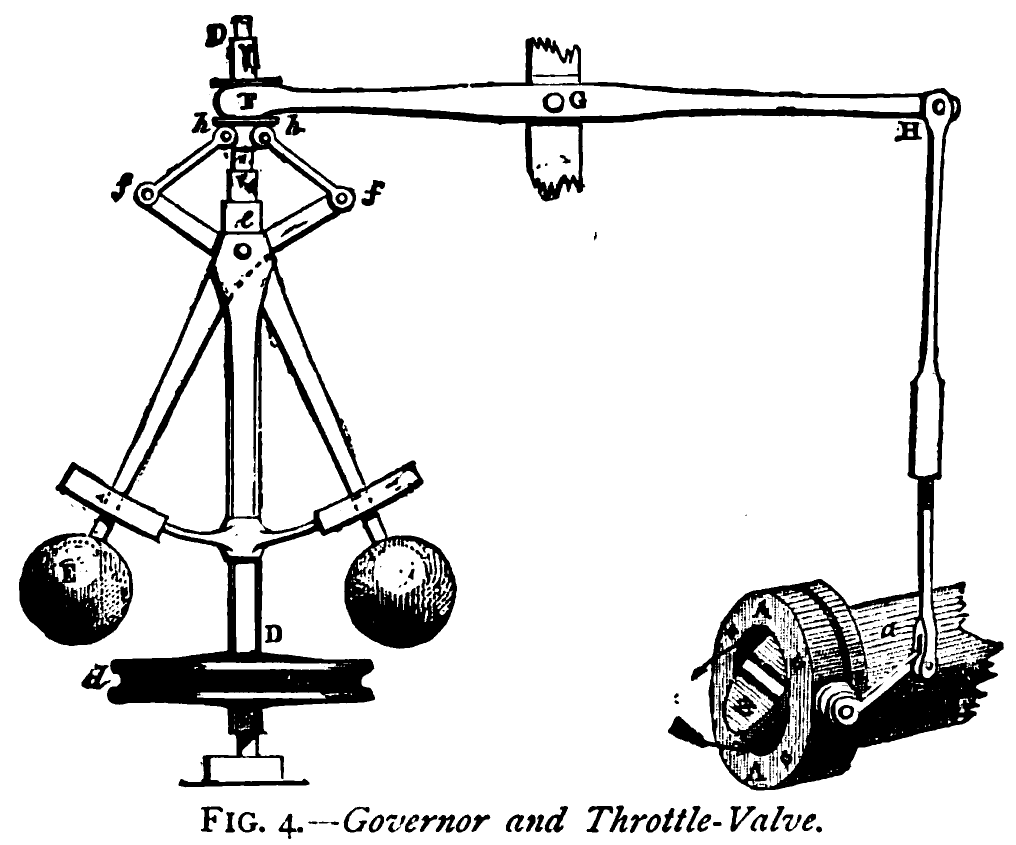
Pèndol de Watt

El  regulador centrífug  és el sensor d'una cadena mecànica de retroalimentació, que proporciona un paràmetre que és funció de la velocitat angular. Aquest paràmetre pot ser un desplaçament mecànic que actuï sobre una vàlvula de control de retroalimentació negativa que es subministra a un motor per tal de mantenir constant la seva velocitat.
Es compon de dues o més masses en rotació al voltant d'un arbre giratori. Com a resultat de la força centrífuga les masses tendeixen a allunyar-se de l'eix de rotació, però al fer-ho s'oposen a un sistema de ressorts o a la força de la gravetat a través d'un sistema articulat, semblant a un pèndol cònic.
Un sistema de palanca transforma el moviment radial de les masses en lliscament axial sobre un collaret. Una palanca de canvis té aquesta última per transferir el mecanisme que es vol controlar, com pot ser la vàlvula de pas de vapor o de combustible, o d'aigua en una canonada de càrrega.

## Història

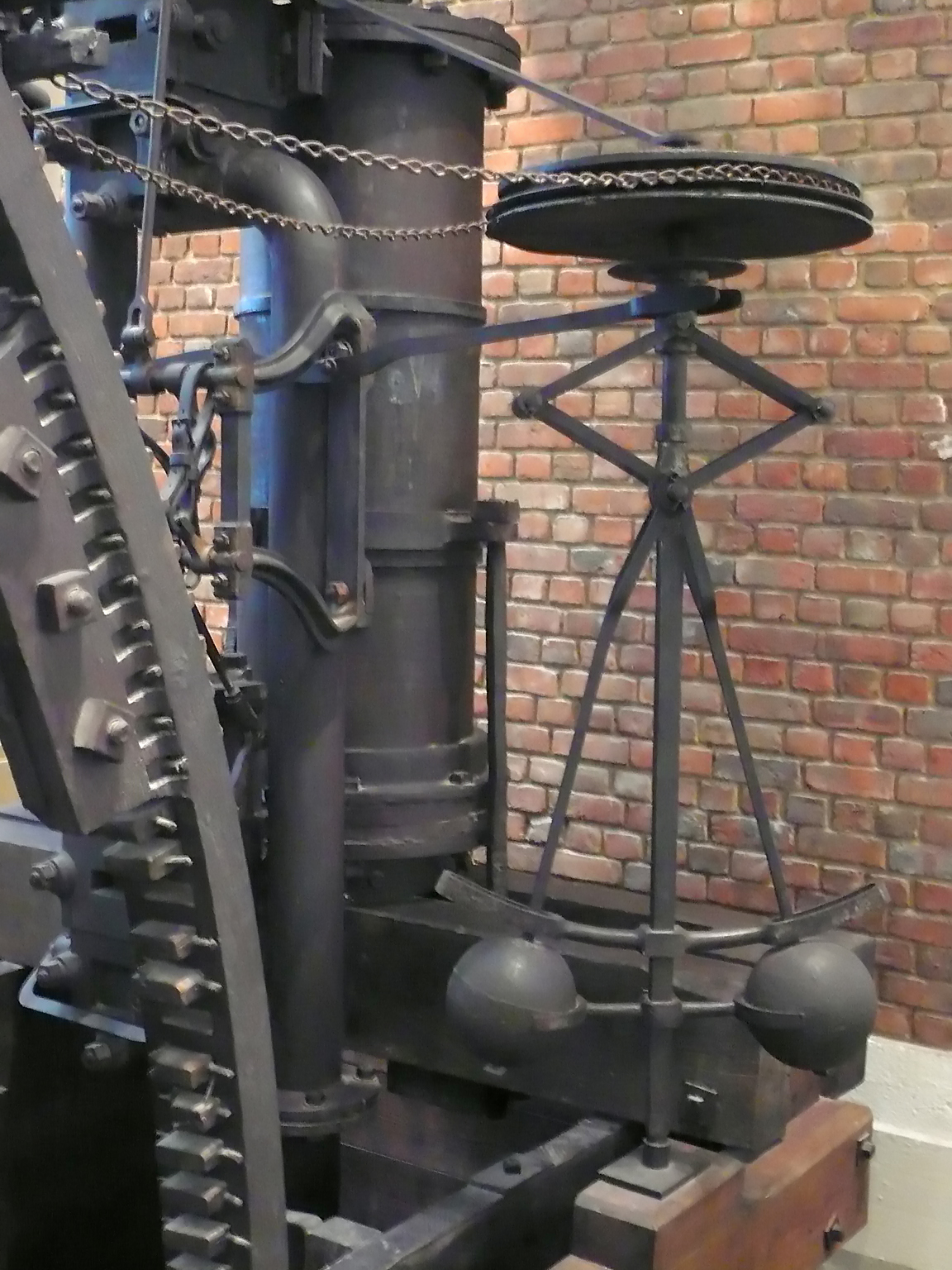
motor de vapor Boulton i Watt, 1788

Encara que mai es va atribuir a si mateix la invenció del regulador centrífug, el primer sistema va ser desenvolupat per James Watt el 1788 a suggeriment del seu soci Matthew Boulton. Era com un pèndol amb dues masses suspeses per dos braços articulats i l'última sèrie d'innovacions que Watt va introduir a les màquines de vapor.
El  regulador centrífug  s'usava per ajustar la distància i la pressió entre les moles dels molins de vent des del segle xvii. Per tant, hi ha un malentès sobre el fet que James Watt fos l'inventor d'aquest dispositiu
Però encara avui una estàtua gegant del regulador de Watt roman erigida en Smethwick, al comtat anglès de West Midlands. Se'l coneix com el  flyball governor  (regulador de boles flotants).
Un altre tipus de regulador centrífug consisteix en un parell de masses que giren al voltant d'un eix dins d'un cilindre, d'alguna manera semblant al disseny d'un fre de tambor, les masses o el cilindre porten un revestiment de fricció. Aquest tipus de regulador es va utilitzar per estabilitzar la velocitat de gir en el gramòfon d'Edison i en els tocadiscs acionats per ressort, així com en els mecanismes de marcat per disc dels telèfons que, tot i en declivi, han arribat fins als nostres dies.